# Lilys
I Lilys sono una band indie rock statunitense, formatasi a Filadelfia, in Pennsylvania, nei primi anni novanta. Il gruppo ha come unico membro stabile il cantautore/chitarrista Kurt Heasley mentre gli altri musicisti sono costantemente cambiati in ogni album.
Stilisticamente la musica di Heasley si è evoluta dallo shoegaze degli esordi, al suono più levigato degli ultimi album, passando per le influenze "British invasion" di Better can't make your life better. I Lilys vengono spesso considerati una one-hit wonder per  via del grande successo del singolo A Nanny in Manhattan, scelto nel 1998 come colonna sonora di uno spot dei jeans Levi's. In realtà il gruppo era già attivo da prima, e ha continuato a pubblicare dischi anche in seguito rimanendo però sempre all'interno del circuito indipendente.

## Storia del gruppo
Heasley, nativo di Filadelfia, iniziò la sua carriera pubblicando nel 1991 il suo primo singolo a nome Lilys: "February 14", fortemente influenzato dalle sonorità di Loveless dei My Bloody Valentine. Nel 1992 si trasferì a Washington dove registrò il suo album di debutto In the Presence of Nothing, ancora fortemente debitore verso la scena shoegaze britannica.
Dopo due anni di silenzio Heasley riemerse nel 1994 con l'EP A Brief History of Amazing Letdowns EP, in cui le sonorità del gruppo si evolvono verso il power pop. Dopo il mininimalista Eccsame the Photon Band nel 1995, l'anno seguente arrivò la definitiva svolta pop di Better Can't Make Your Life Better, influenzato pesantemente dai gruppi della British invasion come Kinks, Yardbirds, Who. Il disco segna anche il momento di maggior successo dei Lilys: nel 1998 il singolo A Nanny In Manhattan viene scelto come colonna sonora di uno spot dei jeans Levi's e con due anni di ritardo raggiunse il 14º posto nella classifica di vendita britannica.
L'anno seguente arrivò un altro EP, The Services (For the Soon to Be Departed) EP, mentre nel 1999 pubblicarono due album:The 3-Way e Zero Population Growth, il loro esordio per la serie Bliss Out della Darla Records. Del 2000 è invece lo split album The Lilys /Aspera Ad Astra. Sempre in questo periodo Heasley interruppe le sue peregrinazioni sulla East Coast e fece ritorno a Philadelphia dove mise su famiglia. Tornò in sala di registrazione assieme al produttore Mike Mussmano nell'autunno del 2002, per registrare il suo settimo album Precollection. La collaborazione con Mussmano continuò anche per il successivo Everything Wrong Is Imaginary del 2006.

## Discografia

### Album
- In the Presence of Nothing (Slumberland/SpinArt, 1992)
- A Brief History of Amazing Letdowns (SpinArt, 1994) - 10" mini album
- Eccsame the Photon Band (SpinArt, 1995)
- Better Can't Make Your Life Better (Che and Primary, 1996)
- The 3 Way (Sire, 1999)
- Zero Population Growth (Darla, 1999)
- Precollection (Manifesto, 2003)
- Everything Wrong Is Imaginary (Manifesto, 2006)

### Singoli/EP
- February Fourteenth (1991)
- Tone Bender (1993)
- Tone Bender EP (1994) (Ep contenente i primi due singoli del gruppo)
- Returns Every Morning (1996)
- Which Studies The Past? (1996)
- A Nanny in Manhattan (1996) (Raggiunse il numero 16 nelle classifiche inglesi)
- Services (For the Soon to Be Departed) EP (Che and Primary, 1997)
- The Lilys/Aspera Ad Astra Split (Tigerstyle, 2000)
- Selected EP (2000)

### Recensioni
Recensione su crumbcast.it